# Babica (dopływ Elbląga)
Babica (Zimniczka) – struga, prawy dopływ Elbląga, o długości 8,96 km i powierzchni zlewni 8,93 km².
Struga płynie w województwie warmińsko-mazurskim. Jej źródła znajdują się na Wysoczyźnie Elbląskiej.